# 近畿大学附属小学校
近畿大学附属小学校（きんきだいがくふぞくしょうがっこう）は、奈良県奈良市あやめ池北一丁目にある私立小学校。近畿大学の附属校である。

## 沿革
- 1954年（昭和29年） - 当時の大阪府布施市（現・東大阪市中小阪三丁目17番12号）に設立される。
- 2010年（平成22年）4月 - 奈良市の旧近鉄あやめ池遊園地跡地へ、近畿大学附属幼稚園と共に移転。

## 交通
- 近鉄奈良線菖蒲池駅北へすぐ。